# Liste der Naturdenkmale in Bubsheim
| Naturdenkmale | Anzahl |
| ------------- | ------ |
| FND           | 1      |
| END           | 5      |
| Gesamt        | 6      |

Die Liste der Naturdenkmale in Bubsheim nennt die verordneten Naturdenkmale (ND) der im baden-württembergischen Landkreis Tuttlingen liegenden Gemeinde Bubsheim. In Bubsheim gibt es insgesamt sechs als Naturdenkmal geschützte Objekte, davon ein flächenhaftes Naturdenkmal (FND) und fünf Einzelgebilde-Naturdenkmale (END).
Stand: 31. Oktober 2016.

## Flächenhafte Naturdenkmale (FND)
| Name                     | Bild | Kennung     | Einzelheiten | Position | Fläche Hektar | Datum         |
| ------------------------ | ---- | ----------- | ------------ | -------- | ------------- | ------------- |
| Fohlenstein              | BW   | 83270070001 | Bubsheim     | ⊙        | 2,8           | 30. Juni 1992 |
| Legende für Naturdenkmal |      |             |              |          |               |               |

## Einzelgebilde (END)
| Name                              | Bild | Kennung     | Einzelheiten | Position | Fläche Hektar | Datum         |
| --------------------------------- | ---- | ----------- | ------------ | -------- | ------------- | ------------- |
| Baumgruppe am Bierkeller auf Nack | BW   | 83270070005 | Bubsheim     | ⊙        | 0,0           | 24. Aug. 1992 |
| Baumgruppe am Weiherplatz         | BW   | 83270070007 | Bubsheim     | ⊙        | 0,0           | 24. Aug. 1992 |
| Buche im Börnle                   | BW   | 83270070003 | Bubsheim     | ⊙        | 0,0           | 24. Aug. 1992 |
| Linde im Dorf                     | BW   | 83270070006 | Bubsheim     | ⊙        | 0,0           | 24. Aug. 1992 |
| Saubuche                          | BW   | 83270070002 | Bubsheim     | ⊙        | 0,0           | 24. Aug. 1992 |
| Legende für Naturdenkmal          |      |             |              |          |               |               |